# Spy vs Spy (banda)
v.Spy v.Spy, também conhecida como Spy vs Spy, SPY v SPY, foi uma banda australiana de pub rock formada em Sydney em 1981. Eles ficaram conhecidos por abordar questões políticas por meio de sua música, incluindo racismo, falta de moradia e a cultura contemporânea das drogas.
A formação inicial da banda era composta pelo trio Craig Bloxom no baixo/vocal principal, Cliff Grigg na bateria/percussão e Michael Weiley na guitarra principal/vocais. A música inicial de v.Spy v.Spy era influenciada pelo ska e pelo indie rock, exemplificada por seu single de estreia "Do What You Say" no selo independente Green em abril de 1982. Em agosto, lançaram um EP intitulado Four Fresh Lemons. Sua música se tornou mais direcionada ao hard rock convencional para seus públicos em pubs. A banda se separou no início de 1983, apenas para se reunir no meio do ano, época em que passaram a usar o nome v.Spy v.Spy para evitar problemas legais com a revista Mad. Eventualmente, assinaram contrato com o selo Powderworks da Midnight Oil e foram gerenciados pelo lendário empresário do Midnight Oil, Gary Morris. Seu primeiro álbum completo, Harry's Reasons, foi lançado em março de 1986 e produzido por Leszek Karski. Mudaram de gravadora para a WEA e tiveram seu maior sucesso nas paradas em fevereiro de 1987 com o single "Don't Tear It Down" nas paradas de singles australianas, e o álbum associado A.O. Mod. TV. Vers. alcançou o 12º lugar nas paradas de álbuns australianas.
O álbum seguinte de v.Spy v.Spy, Xenophobia (Why?), foi lançado em março de 1988 e atingiu o 15º lugar na Austrália. Foi produzido por Karski e Guy Gray e lançado pela WEA em 14 países diferentes. Seu álbum de 1989, Trash the Planet, atingiu o 22º lugar nas paradas da ARIA.

## História
Craig Bloxom, vocalista/baixista, nasceu em Los Angeles e mudou-se para a Austrália em 1965, encontrando o guitarrista/vocalista Michael Weiley na Nelson Bay High School em 1976. Weiley, recém-chegado da Inglaterra à Austrália, foi associado a Bloxom pelo diretor com base em seus interesses musicais comuns e planos de fazer carreira na música. Depois do ensino médio, Bloxom e Weiley mudaram-se para Cammeray, na região norte de Sydney, tocando em várias bandas de lá. Procurando um baterista, um ex-colega de banda de Bloxom os apresentou a Cliff Grigg, que morava em um squat no subúrbio de Glebe, em Sydney. Batizaram a banda com o nome de uma tira de quadrinhos, "Spy vs. Spy" na revista Mad. Como dispositivo de economia de aluguel, Bloxom e Weiley também se mudaram para o squat de Grigg, que inicialmente não tinha teto: também se tornou o espaço de ensaio deles.
v.Spy v.Spy teve sua primeira apresentação no Sussex Hotel de Sydney, substituindo The Fast Cars, cujo cantor ficou inesperadamente doente. A partir daí, a banda desenvolveu uma base de fãs para seu estilo distinto de rock pesado. A Dirty Pool management os contratou e eles se apresentaram em muitos locais de Sydney, especialmente no Sydney Trade Union Club, frequentemente apoiando o INXS. Também apoiaram The Clash no Capitol Theatre e U2 no Sydney Entertainment Centre, entre outros.
Em fevereiro de 1982, a banda gravou "Do What You Say" em T.R.M. em Surry Hills, lançando-o como seu primeiro single em abril de 1982 no selo independente de Roger Greirson, o Green. Isso foi seguido pelo primeiro EP deles, Four Fresh Lemons, em agosto de 1982, com as 1.000 cópias se esgotando em apenas cinco dias. O lançamento na Nova Zelândia de Six Fresh Lemons combinou Four Fresh Lemons com os lados A e B de seu primeiro single. Essas gravações foram lançadas sob o nome Spy vs Spy, mas a banda foi forçada a mudar seu nome para v.Spy v.Spy para evitar ações legais dos editores da revista MAD, que incluíam a tira de quadrinhos "Spy vs. Spy". Sua música tornou-se mais direta ao hard rock para seus públicos australianos de pubs que prosperavam com uma dieta de AC/DC, The Angels, Lime Spiders, Rose Tattoo e Radio Birdman.
A banda se destacou na cena do pub rock, apresentando músicas de alta energia sobre questões como racismo de qualquer tipo (particularmente contra os australianos indígenas), dependência de drogas, falta de moradia, homofobia, assédio sexual, abuso infantil e violência doméstica. Pouco depois do lançamento de seu primeiro EP, no início de 1983, a banda se separou. Bloxom juntou-se brevemente a The Numbers em março de 1983, mas reformou v.Spy v.Spy em julho de 1983, com Marcus Phelan (ex-The Numbers) se juntando como segundo guitarrista. Weiley ficou doente com hepatite, confinado a uma cama de hospital por meses, sua doença o assombrou até sua morte. O segundo guitarrista Mark Phelan saiu depois que o equipamento da banda foi roubado durante uma reunião da previdência social.
As fortunas melhoraram quando Gary Morris, empresário do Midnight Oil, também se tornou o empresário do v.Spy v.Spy. O selo da Midnight Oil, Powderworks, lançou o EP Meet Us Inside em outubro de 1984, seguido pelo single "One of a Kind" em novembro de 1984.
O videoclipe de "One of a Kind" foi filmado fora do famoso naufrágio do navio Sygna perto de Stockton, NSW.
O primeiro álbum completo da banda, Harry's Reasons, foi lançado em março de 1986 no selo Powderworks e foi produzido por Leszek Karski. Os singles incluíram "Injustice", sobre a situação das comunidades aborígenes da Austrália (dedicado ao Aboriginal Arts Council) lançado em agosto de 1985, "Give Us Something", lidando com a mídia, foi lançado em fevereiro de 1986, e "Harry's Reasons", sobre vício em heroína ('Harry' é um eufemismo para heroína), que foi lançado em maio de 1986. Nem o álbum nem os singles tiveram grande sucesso nas paradas.
Eles mudaram de gravadora, assinando com a WEA, e lançaram um álbum de acompanhamento A.O. Mod. TV. Vers. em novembro de 1986. O nome é uma abreviação que significa "Adults Only Modified Television Version", uma notação de censura muito comum que aparecia na parte inferior das telas de televisão australianas na época. O álbum forneceu três singles - "Don't Tear It Down", inspirado no Department of Main Roads que buscava demolir o squat da banda na Darling Street, "Sallie-Anne'", sobre a prostituta assassinada/denunciante Sallie-Anne Huckstepp e "Credit Cards", um comentário sobre a dívida crescente e o consumismo. "Credit Cards" foi especialmente pertinente, pois a Austrália estava no meio de um debate nacional sobre a introdução de um cartão de identificação nacional chamado "Australia Card". "Don't Tear It Down" foi o single mais bem-sucedido da banda, atingindo o 31º lugar no Kent Music Report das paradas de singles australianas em fevereiro de 1987, permanecendo nas paradas por 20 semanas e obtendo certificação de platina.
Após ter excursionado com o álbum A.O. Mod. TV. Vers., a WEA exigiu outro álbum. O terceiro álbum, Xenophobia, foi escrito e gravado em apenas seis semanas, o título inspirado no repugnante racismo que surgiu às vésperas do ano do Bicentenário Australiano. O álbum, lançado em março de 1988, atingiu o 15º lugar na Austrália, sendo produzido por Karski e Guy Gray e lançado pela WEA em 14 países. O álbum gerou três singles: "Forget about the Working Week", "Clarity of Mind" e "Waiting". Nesse período, a banda realizou shows menores para fãs dedicados em Sydney sob o pseudônimo The Drug Grannies. Em 1989, a banda recebeu um substancial adiantamento da gravadora e viajou para a Inglaterra para gravar o álbum Trash the Planet, nos estúdios Manor House de Richard Branson, produzido por Craig Leon. O álbum foi lançado em novembro de 1989, atingindo o 22º lugar nas ARIA Charts. Quatro singles foram lançados - "Hardtimes", "Clear Skies" em fevereiro de 1990, "Our House" em maio e "Oceania" em outubro, sem sucesso. Grigg deixou a banda no final de 1991, juntando-se aos Mixed Relations como percussionista convidado, enquanto Bloxom e Weiley tiraram um ano de folga, mudando-se para Queensland e passando por um período de audições com novos bateristas. Revigorada pelo novo baterista Mark Cuffe, a banda assinou contrato com a Sony Music Australia. Em maio de 1993, lançaram seu quinto álbum, Fossil, produzido por Karski e Peter Cobbin, e os singles "Comes a Time" em março de 1993 e "One Way Street" em junho de 1993 foram moderadamente bem-sucedidos e aclamados pela crítica. Nesse período, devido à influência de surfistas australianos no Brasil, a banda conquistou um considerável público brasileiro, resultando em inúmeras turnês pelo Brasil, tocando para as maiores plateias da carreira da banda. Até hoje, o Brasil permanece o mercado mais forte da banda. Em 1993, a banda foi destaque em dois episódios de The Big Backyard, um programa de rádio semanal que promove a música australiana, patrocinado pelo Department of Foreign Affairs and Trade para transmissão em estações de rádio universitárias nos EUA e Canadá - isso gerou um aumento de interesse pela banda nos Estados Unidos. Em 1994, a v.Spy v.Spy se separou novamente, com os membros seguindo projetos diferentes. Bloxom e Cuffe formaram a banda Shock Poets, enquanto Weiley trabalhou em seu projeto paralelo, The Honey Island Project, com o produtor Danny Bryan. A v.Spy v.Spy se reformou em 1996. Cuffe saiu para se dedicar integralmente ao Shock Poets, sendo substituído pelo baterista australiano Paul Wheeler, do Icehouse, Em novembro de 1999, a Festival Records lançou um álbum de compilação, Mugshot: The Best of.... que incluía vários sucessos clássicos e cinco músicas inéditas. Bloxom fez sua última apresentação em Sydney em 2003, deixando a Austrália para os EUA, se estabelecendo no México e encontrando um novo caminho de carreira como chef. Bloxom agora mora em Newcastle, New South Wales. Weiley e Cuffe se reuniram em agosto de 2006 para uma turnê como uma nova entidade, com Cuffe nos vocais, Neil Beaver no baixo e Mick Laws na bateria. Weiley faleceu após lutar contra o câncer em 29 de setembro de 2018. Uma banda tributo com Grigg na bateria lançou um álbum sob o nome de Spy v Spy em 2021. A formação efêmera com Dean Reynolds, Cameron Hallmen e Andrew Davis se dissolveu em 2023. Grigg foi então acompanhado por dois músicos locais de Newcastle, Paul Coxon e Paul Elliott (ex-Rose Tattoo), para continuar a banda tributo sob essa nova formação.
No final de 2023, Craig Bloxom resolve voltar aos palcos com o projeto de nome de ReggaeSPYS, em que toca as antigas canções do Spy vs Spy "em estilo Reggae" acompanhado do guitarrista Tekoi Tarawa e o baterista Chrissy Lowe.

## Discografia
- 1986 - Harry’s Reasons
- 1986 - A.O.Mod.TV.Vers.
- 1988 - Xenophobia (Why?)
- 1989 - Trash the Planet
- 1991 - Spy File: The Best Of
- 1993 - Fossil
- 1999 - The Early Cases
- 2000 - Mugshots:The Best of v.Spy v.Spy
- 2003 - Feito Na Praia (Live)
- 2004 - DEMOlition 1 - Squat
- 2004 - DEMOlition 2 - Rough Heads
- 2004 - DEMOlition Live - The Hottest Place in Town
  -  Portal da música
  -  Portal do rock
  -  Portal da Austrália
Referências

1. 1 2 3 4 5 6 7 8 9 10 11 12 13 14 15 16  McFarlane, Ian (1999). «Encyclopedia entry for 'v. Spy v. Spy'». Encyclopedia of Australian Rock and Pop. St Leonards, New South Wales|St Leonards, NSW: Allen & Unwin. ISBN 1-86448-768-2. Consultado em 10 de novembro de 2008. Cópia arquivada em 3 de agosto de 2004
2. 1 2 3 4 5 6 7 8 9 10 11  Nimmervoll, Ed. «Spy v Spy». Howlspace – The Living History of Our Music (Ed Nimmervoll). Consultado em 24 de janeiro de 2014. Cópia arquivada em 26 de julho de 2016
3. 1 2 3  «Australian Rock Database - Spy v Spy». web.archive.org. 5 de novembro de 2013. Consultado em 13 de dezembro de 2023
4. 1 2  «Australian Rock Database - Les Karski». web.archive.org. 29 de setembro de 2013. Consultado em 13 de dezembro de 2023
5. ↑  «jmv.com.au». www.jmv.com.au. Consultado em 13 de dezembro de 2023
6. 1 2 3 4 5 6  Kent, David (1993). Australian Chart Book 1970–1992. St Ives, N.S.W.: Australian Chart Book. ISBN 0-646-11917-6 NOTE: Used for Australian Singles and Albums charting from 1970 until ARIA created their own charts in mid-1988.
7. ↑  «australian-charts.com - Discography V. Spy V. Spy». australian-charts.com. Consultado em 13 de dezembro de 2023
8. ↑  «Spy v Spy» (PDF). The Glebe Society Inc. Setembro de 2008. Consultado em 12 de novembro de 2008. Cópia arquivada (PDF) em 6 de janeiro de 2009
9. 1 2
10. ↑  «ReggaeSPYS». Laneway Music. Consultado em 9 de julho de 2024